# Esquiades
Esquiades.com es la agencia de viajes online especializada en ofertas de esquí y paquetes a destinos de nieve. Esquiades.com pertenece al grupo empresarial Viajes Para Ti S.L y opera España, Reino Unido, Francia, Portugal, Alemania e Italia.

## Historia
En 2002, Rafael Fuertes trabajó en la gestión, centrado en la organización de eventos en Tarragona. Algunos de estos eventos se celebraban en destinos de esquí, lo que inspiró la creación de Esquiades.com, el portal Viajes Para Ti, especializado en ofertas para los amantes del esquí.
Desde 2002, Esquiades.com no ha dejado de crecer en viajes a la nieve, ofreciendo una amplia variedad de destinos de montaña en Europa.
Dada la naturaleza estacional de este negocio, surgió la oportunidad de diversificarse. Así nació en mayo de 2010 BuscoUnChollo.com, un proyecto de ofertas de viajes de tipo "flash".
En 2016, la App de Esquiades.com ganó en la categoría de Turismo deportivo, naturaleza y aventura en los The App Tourism Awards, uno la feria FITUR en Madrid. 
En el año 2017, la empresa lanzó su más reciente portal de reservas hoteleras Amimir.com, ofreciendo a los usuarios de reserva hotelera.
Ese mismo año, Esquiades.com se convirtió en la organizadora oficial de la feria de nieve Snowfun, donde se presentaron avances tecnológicos del sector, simuladores de esquí y charlas. El evento contó con la participación de estaciones como Grandvalira, Aramón, Ferrocarrils de la Generalitat, Baqueira Beret, Boí Taüll y el Pirineo francés, reuniendo a más de 6.000 asistentes.
En 2019, Esquiades.com adquirió las instalaciones de Boí Taüll Resort, incluyendo un complejo de 4 hoteles que representa el 50% de la capacidad de alojamiento en la zona. En 2021, Esquiades.com y Vallnord Pal Arinsal instalaron un simulador de esquí profesional utilizado por el “US Ski Team” para sus entrenamientos. Esta actividad ofrece a esquiadores y snowboards de todos los niveles, incluso sin experiencia, la oportunidad de vivir la sensación de descender por una pista de Copa del Mundo.
En la temporada de esquí de 2022 a 2023, Esquiades.com rompe la barrera de los 150.000 esquiadores. La mejor temporada para la compañía a nivel de reservas.
Con una plantilla de más de 113 trabajadores, Esquiades.com facturó 42 millones de euros en 2023.
Esquiades.com destaca por su versatilidad, ofreciendo desde paquetes de esquí hasta escapadas de relax, y ha ampliado su presencia internacional con viajes a estaciones de esquí de renombre mundial.